# Одоевский, Даниил Семёнович
Даниил Семёнович Одоевский — князь, голова и воевода во времена правления Ивана IV Васильевича Грозного. Рюрикович в XX колене. Основал с женой Афанасьево-Лихвинский монастырь.
Младший сын князя и воеводы Семёна Васильевича Одоевского. Имел двух братьев: воеводу Михаила Семёновича, которого убил второй родной брат — Фёдор Семёнович (после 1559).

## Биография
Воевода в Мценске (1550), Козельске (апрель 1551). В походе Государя к Коломне (1555) и в Серпухов (1556) состоял при нём в сторожевых головах (1555). Воевода на Угре (1555-1556). Воевода в Болохове (1559). Воевода Сторожевого полка в Туле (июль 1560). Ходил из Тулы в погоню за Дивьем-Мурзой (август 1560). В береговом разряде — первый воевода Передового полка в Серпухове (1562). Бездетный.

## Критика
Историк П. Н. Петров в своей работе: "История родов русского дворянства" придаёт князю Даниилу Семёновичу жену, называя её Афанасией, в иночестве — Аполлинария. В статье иеромонаха Леонида: "Церковно-Историческое описание упразднённых монастырей, находящихся в пределах Калужской епархии" читаем: монастырь этот (Афанасьевский-Лихвинский) основан в конце XVI века князем Даниилом Семёновичем Одоевским и его супругой (имя коей не сохранилось), а в XVII веке в монастыре было двое начальниц из княжеского рода Одоевский, а именно — старица Аполлинария (1625) и игуменья Матрёна (1685), отсюда, должно быть, П.Н. Петров и взял имя для жены князя Даниила Семёновича, но в таком случае, ему следовало оговорить своё предположение. 
В справке из архива Министерства Иностранных дел записано, что князь Данила Семёнович Одоевский был воеводой в Мценске ещё (1495), к чему надо относиться с большой осторожностью.